# Oxylamia chopardi
Oxylamia chopardi là một loài bọ cánh cứng trong họ Cerambycidae.